# Ruňa (Ukrajina)
Ruňa (ukrajinsky Руня, maďarsky Runya) je vesnice v bedevlanské vesnické komunitě, v ťačivském okresu Zakarpatské oblasti Ukrajiny. Místní částí jsou Verchanyny (ukrajinsky Верханини). V roce 2025 zde žilo 678 obyvatel.